# أوزموزيس جونز
أوزموزيس جونز (بالإنجليزية: Osmosis Jones)‏ هو فيلم درامي كوميدي أمريكي من إخراج الأخوين فاريلي بمشاهد رسوم متحركة من إخراج بيت كرون وتوم سيتو. يتألق الفيلم بأصوات كريس روك، ولورنس فيشبورن، وديفيد هايد بيرس، وبراندي نوروود، وويليام شاتنر إلى جانب الممثلين الحيين بيل موراي، ومولي شانون، وكريس إليوت، ويركز الفيلم على فرانك ديتوري (موراي)، حارس حديقة حيوان قذر؛ يتم وضع مشاهد الحركة الحية خارج جسد فرانك بينما يتم وضع المشاهد المتحركة داخل جسده، والذي يتم تصويره على أنه مدينة يسكنها باراميسيوم مجسم. في متواليات الرسوم المتحركة، يحاول شرطي خلايا الدم البيضاء التناضح «أوزي» جونز وحبوب منع الحمل الباردة دريكس منع فيروس ثراكس القاتل من قتل فرانك في غضون ثمانية وأربعين ساعة.
من إنتاج شركة وارنر براذرز أنيميشن، تم عرض أوزموزيس جونز لأول مرة في مسرح غرومان المصري في 7 أغسطس 2001 قبل أن يتم طرحه في دور العرض العامة بعد ثلاثة أيام في 10 أغسطس 2001. وقد قوبل الفيلم بمجموعة متنوعة -مراجعات إيجابية من النقاد، الذين أشادوا بمشاهد الرسوم المتحركة، وأصوات الممثلين (خاصة روك، بيرس وفيشبورن) والمؤامرة، لكنهم انتقدوا أجزاء الحركة الحية والإفراط في استخدام الفكاهة الفاضحة. كان الفيلم أيضًا قنبلة شباك التذاكر، حيث حقق 14 مليون دولار مقابل ميزانية قدرها 70 مليون دولار، على الرغم من أنه بيع لاحقًا بشكل جيد في الوسائط المنزلية. عرضت سلسلة رسوم متحركة عرضية بعنوان أوزي ودريكس لاحقًا على كيدز دابليو بي من 2002 إلى 2004، حيث تمت إزالة الشخصيات الفخرية ونفيها فجأة بواسطة بعوضة تنقلها إلى جسد صبي مراهق يدعى هيكتور كروز وتواصل معركتهم ضد الجراثيم والفيروسات من داخلها كمحققين خصوصيين. بالإضافة إلى ذلك، تستخدم جميع الحلقات مشاهد من نظيرتها في الفيلم.

## قصة
فرانك ديتوري هو حارس حديقة غير مهذب وقذر في حديقة حيوان Sucat Memorial Zoo في رود آيلاند. مكتئبا بفقدان زوجته قبل سنوات، يتأقلم مع الإفراط في الأكل ورفض ممارسة الرياضة، مما يزعج ابنته الصغيرة شين. داخل جسده، أو «مدينة فرانك» كما يعرفها سكانها المجسمون، يعتبر تناضح خلايا الدم البيضاء «أوزي» جونز ضابطًا شديد الحماس في قسم شرطة فرانك، مركز المدينة للاستجابات المناعية ضد التهديدات الجسدية، والذي كان خفض رتبته إلى مهمة دورية في الفم بعد أن حث فرانك على التقيؤ ضد الأوامر. أدت هذه الحادثة إلى طرد فرانك من وظيفته السابقة في مصنع حساء البازلاء، ومنعه من زيارة مدرسة شين بسبب أمر تقييدي قدمته لها P.E. ومعلمة العلوم السيدة بويد.
بعد ذلك بعامين، في مواجهة تحدٍ خطير لاحتمالات إعادة انتخابه، يضاعف العمدة فليغمينج سياساته المتعلقة بالوجبات السريعة، متجاهلاً تأثيرها على صحة فرانك. هذا يجعل فرانك يأكل بيضة مسلوقة مغطاة بالقذارة، مما يسمح لـ ثراكس، وهو فيروس قاتل يعرف باسم El Muerto Rojo («الموت الأحمر»)، بدخول الحلق. غير راغب في الاعتراف بالمسؤولية، يأمر Phlegmming فرانك بتناول حبة باردة من خلال إشارات الدماغ. حبوب منع الحمل، دريكسينول «دريكس» كولدريليف، تشرع في تطهير الحلق، والتستر على أي دليل على وصول ثراكس. مما أثار استياءه، تم تعيين أوزي لاحقًا لمساعدة دريكس في تحقيقه. في هذه الأثناء، يفترض ثراكس قيادة عصابة من جراثيم العرق ويشن هجومًا على سد المخاط في أنف فرانك، مما يؤدي إلى قتل دريكس قبل أن ينقذه أوزي.
يقوم الاثنان بزيارة أحد مخبري أوزي (خلية من لقاح الأنفلونزا)، الذي يوجههم إلى مخبأ ثراكس في ملهى ليلي مليء بالجراثيم. يذهب أوزي متخفيًا ويتسلل إلى عصابة ثراكس، حيث يعلم أن ثراكس هو فيروس جديد نسبيًا يبحث عن فصل خاص به في كتب التاريخ الطبي. ينوي قتل فرانك في 48 ساعة باستخدام معرفته بالحمض النووي. منزعج من الأخبار، يكسر أوزي الشخصية ويكتشف. اتصل بدريكس الذي فجر الملهى بقنبلة يدوية أثناء هروبهما. أدى الانفجار إلى ظهور زيت على جبين فرانك أثناء لقاء مع السيدة بويد، مما أدى إلى تدمير أي فرصة له للاعتذار. رداً على ذلك، أغلق Phlegmming التحقيق، وأطلق أوزي من القوة، وأمر دريكس بمغادرة المدينة.
بعد أن نجا من الانفجار، يقتل ثراكس أتباعه الجبناء ويشن هجومًا منفردًا على منطقة ما تحت المهاد (الجزء من الدماغ الذي يتحكم في درجة حرارة الجسم)، حيث يسرق نوكليوتيدًا مهمًا. ثم اختطف سكرتيرة العمدة ليا إستروجين، وهرب إلى الفم هربًا. تؤدي أفعاله إلى تعطيل قدرة الجسم على تنظيم درجة الحرارة، مما يتسبب في ارتفاع درجة الحرارة المميتة في المدينة التي تتطور إلى حمى خطيرة، مما يؤدي إلى حالة من الذعر الجماعي. بينما يتم نقل فرانك إلى المستشفى في غيبوبة حمى، يقنع أوزي دريكس المكتئب بعدم المغادرة، ويلحق الاثنان بـ ثراكس وينقذا ليا. ومع ذلك، يستخدم ثراكس حبوب اللقاح لحث فرانك على العطس وإخراجها من الفم إلى عين شين. يستخدم دريكس مدفعه لإطلاق النار على أوزي من فمه بعد ثراكس، ويقوم أوزي وثراكس بضربه على قرنية شين حتى تومض وتضربهما على رموشها الصناعية. يطعن ثراكس أوزي ويهدد بإنزال شين بعد ذلك، لكن يده تمر عبر السيتوبلازم في أوزي وتندمج في الرموش. تهرب أوزي، تمامًا كما تغسل دموع شين الرموش عن وجهها وتضعها في كوب من الكحول المحمر، حيث يتفكك ثراكس.
مع ارتفاع درجة حرارة فرانك لأكثر من 108 درجة، يصاب بالسكتة القلبية. تركب إحدى دموع شين وهي تبكي، وعاد أوزي إلى فم فرانك واستعاد النوكليوتيدات المفقودة في الوقت المناسب. بعد أن خدع الموت بفارق ضئيل، يلتزم فرانك بالعيش بأسلوب حياة أكثر صحة، مما يعني عزل العمدة بيلجمينج من منصبه وخصمه توم كولونيك يفوز بأغلبية ساحقة في الانتخابات. يبدأ أوزي علاقة مع ليا وعاد إلى قوة الشرطة، ويُسمح لـ دريكس بالبقاء كشريك جديد له. يتحول البلغم إلى واجب تنظيف القولون، ويخرج نفسه عن طريق التسبب بطريق الخطأ في انتفاخ فرانك.

## الميزانية والإيرادات
بلغت تكلفة إنتاج الفيلم حوالي 32 مليون دولار بينما حقق إيرادات تقدر بـ 3.6 مليون دولار.

## وصلات خارجية
- أوزموزيس جونز على موقع IMDb (الإنجليزية)
- أوزموزيس جونز على موقع ميتاكريتيك (الإنجليزية)
- أوزموزيس جونز على موقع روتن توميتوز (الإنجليزية)
- أوزموزيس جونز على موقع نتفليكس (الإنجليزية)
- أوزموزيس جونز على موقع ألو سيني (الفرنسية)
- أوزموزيس جونز على موقع Turner Classic Movies (الإنجليزية)
- أوزموزيس جونز على موقع أول موفي (الإنجليزية)
- أوزموزيس جونز على موقع بوكس أوفيس موجو (الإنجليزية)
- أوزموزيس جونز على موقع فيلمافينيتي (الإسبانية)
- أوزموزيس جونز على موقع قاعدة بيانات الأفلام السويدية (السويدية)